# Shortparis
Shortparis est un groupe russe de rock expérimental, originaire de Saint-Pétersbourg.

## Histoire
Le groupe est formé en 2012 avec Nikolaï Komyaguine, Alexander Ionine, Pavel Lesnikov, trois musiciens de la ville sibérienne de Novokouznetsk, et de deux musiciens de Saint-Pétersbourg, Danila Kholodkov et Alexander Galyanov. Ils choisissent le nom de leur groupe à partir d'une vision consciemment idéalisée de la ville française de Paris. Ils récusent les épithètes de « chamanique » et de « post-punk » à propos de leur musique.
En 2019, ils sortent leur troisième album, Tak zakalyalas stal, dont le titre fait référence au roman de 1932 Et l'acier fut trempé. La même année, le groupe participe aux Rencontres trans musicales de Rennes.
En 2021, ils sortent leur quatrième album, Yablonny sad. En février 2022, le chanteur du groupe, Nikolaï Komyaguine, est arrêté et condamné à une amende pour avoir participé à une manifestation contre la guerre en Ukraine.

## Discographie
- 2013 : Dotcheri (russe : Дочери, lit. Filles)
- 2017 : Paskha (russe : Пасха, lit. Pâques)
- 2019 : Tak zakalyalas stal (russe : Так закалялась сталь, lit. Alors l'acier trempé)
- 2021 : Yablonny sad (russe : Яблонный сад, lit. Pommeraie)